# Josef Alois Müller
Josef Alois Müller (auch: Müller-Landolt, Spitzname Blech-Sepp; * 26. April 1871 in Näfels; † 12. Dezember 1967 ebenda, heimatberechtigt in Näfels) war ein Schweizer Politiker (CVP).

## Biografie
Josef Alois Müller, Sohn des Druckermeisters Franz Josef Müller (* 1823; † 1904) und der Regina geborene Landolt, Absolvent des schwyzerischen Lehrerseminars, war beruflich nach einem abgebrochenen Studium an den Universitäten Genf und Zürich als Sekundarlehrer und Eisenhandelskaufmann in Näfels tätig. 
Josef Alois Müller – er heiratete am 18. April 1898 Anna Louise (* 3. August 1879; † 26. Dezember 1954 in Näfels), Tochter des Gemeindeverwalters Anton Landolt – starb am 12. Dezember 1967 96-jährig in Näfels.

## Politischer Werdegang
Josef Alois Müller – er trat der Katholischen Volkspartei bei – amtierte von 1907 bis 1942 als Gemeinderat von Näfels, davon ab 1910 als Präsident. 1918 erfolgte seine Wahl in den Glarner Landrat. 1920 bis 1923 war er Oberrichter. 1923 wurde er in den Regierungsrat gewählt, dem er bis 1945 angehörte. Dort stand er der Erziehungsdirektion vor. Zusätzlich bekleidete Müller von 1938 bis 1942 das Amt des Landesstatthalters sowie von 1942 bis 1945 jenes des Landammanns.
Auf kantonaler Ebene galt sein Engagement dem Schulwesen.  So wurde unter anderem die Kantonsschule in Glarus eröffnet. Auf kommunaler Ebene kamen auf seine Initiative hin Gewässerkorrekturen, Elektrizitätswerksanbauten sowie ein Altersheim zustande. Josef Alois Müller – er verfasste historische Schriften und Erzählungen – war Gründerpräsident des Stiftungsrats für den Freulerpalast in Näfels sowie Präsident der Archiv- und Bibliothekskommission in Glarus.

## Schriften (Auswahl)
- Ritter Kaspar Freuler und sein Haus *Umschlag: Bilder aus der Geschichte von Näfels: Festspiel in 5 Bildern zur Eröffnung des Freulerpalastes, Buchdruck Glarner Volksblatt A.G., 1942
- Mit Fritz Rock: In fremden Diensten: Erlebnisse des Obersten Jodokus von Müller, Schweizerisches Jugendschriftenwerk, 1952